# Фінікіянки (Евріпід)
«Фінікіянки» (дав.-гр. Φοίνισσαι, Phoinissai) — трагедія давньогрецького драматурга Еврипіда, створена близько 411 р. до н. е.

## Дійові особи трагедії
- Іокаста
- Креонт
- Етеокл
- Полінік
- Менекей
- Антігона
- Едіп

## Сюжет трагедії
Трагедія написана на матеріалі міфів з фіванського циклу, що раніше використовувався Есхілом («Семеро проти Фів») і Софоклом («Цар Едіп», «Едіп у Колоні», «Антігона»). Дія відбувається під час походу Сімох проти Фів. Головні персонажі — хор фінікійських жінок, що їхали в Дельфи, але були затримані у Фівах війною.

## Особливості твору
Евріпід використовує в "Фінікиянках" нетрадиційну версію міфу. Іокаста тут наклала на себе руки не після того, як відкрилася правда про її другий шлюб, а над тілами своїх синів, які вбили один одного. Едіп після самоосліплення не вирушив у вигнання, а утримувався в ув'язненні.
Трагедія містить нове потрактування образів Полініка й Етеокла. Перший виявляється не зрадником, а борцем за праве діло; а Етеокл зображений не героєм і захисником батьківщини, а властолюбцем, готовим на все, щоб утримати престол.
"Фінікіянкі" — одна з найдовших грецьких трагедій. Вона відрізняється ускладненою дією, введенням епізодів, не пов'язаних безпосередньо з драматичним конфліктом, різноманітністю музичних і сценічних ефектів.

## Вплив
Цицерон пише, що Цезар любив повторювати два рядки з "Фінікиянок", виправдовуючи ними своє прагнення до влади: "Якщо закон переступити, то лише заради царства, а в іншому його ти мусиш поважати".

## Інтерпретація міфу
Вибір назви п'єси пояснюється тим, що хор її складають полонені громадянки фінікійського Тіру, які відправлені в Дельфи, але по дорозі затримуються в Фівах.
Зміст трагедії заснований на міфі про фіванського царя Едіпа. Евріпід вільно поводиться із сюжетом міфу: Едіп і його мати та дружина Іокаста ще живі під час походу Сімох проти Фів, коли їхні сини Етеокл і Полінік вбивають один одного. Іокаста, яка разом з дочкою Антігоною марно намагалася запобігти двобою двох синів, вбиває себе над їх мертвими тілами.

## Примітка
1. ↑ Еврипид. Трагедии. М., 1980. Т.2. С. 628.
2. ↑ Цицерон. Об обязанностях, 3, 21, 82.
3. ↑ Светоний. Юлий, 30, 5.
4. http://rushist.com/index.php/greece-rome/455-euripides#c10 [Архівовано 23 лютого 2017 у Wayback Machine.]

1. 1 2  Euripides The Phoenician Women — NYC, Oxford: OUP, 1981. — P. 16. — ISBN 0-19-502923-2
2. 1 2  Euripides The Phoenician Women — NYC, Oxford: OUP, 1981. — P. 3. — ISBN 0-19-502923-2